# Mona Pivniceru
Mona Pivniceru, née en 1958 à Huși (Roumanie), est une femme politique roumaine. Elle est ministre de la Justice au sein des gouvernements Ponta I et II entre 2012 et 2013.